# City of Playford International 2023
Das City of Playford International 2023 war ein Tennisturnier der ITF Women’s World Tennis Tour 2023 für Damen und ein Tennisturnier der ATP Challenger Tour 2023 für Herren in Playford City. Die Turniere fanden parallel vom 23. bis 29. Oktober 2023 statt.